# 北山本町
北山本町（きたやまほんまち）は、愛知県名古屋市昭和区の地名。現行行政地名は北山本町1丁目および北山本町2丁目。住居表示未実施。

## 地理
名古屋市昭和区北西部に位置する。西は狭間町・山脇町、北は吹上町に接する。

## 歴史

### 町名の由来
北山町 (名古屋市)#町名の由来を参照のこと。

### 沿革
- 1941年（昭和16年）3月15日 - 昭和区吹上町・緑町・小桜町・鶴羽町・北山町・雪見町・広瀬町・曙町・山脇町・狭間町の各一部により、同区北山本町として成立[1]。
- 1942年（昭和17年）1月15日 - 一部が雪見町・曙町・北山町にそれぞれ編入される[1]。

## 世帯数と人口
2019年（平成31年）1月1日現在の世帯数と人口は以下の通りである。
| 町丁     | 世帯数  | 人口  |
| -------- | ------- | ----- |
| 北山本町 | 275世帯 | 563人 |

## 学区
市立小・中学校に通う場合、学校等は以下の通りとなる。また、公立高等学校に通う場合の学区は以下の通りとなる。
| 番・番地等 | 小学校               | 中学校               | 高等学校 |
| ---------- | -------------------- | -------------------- | -------- |
| 全域       | 名古屋市立吹上小学校 | 名古屋市立北山中学校 | 尾張学区 |

## その他

### 日本郵便
- 郵便番号 : 466-0016[4]（集配局：昭和郵便局[10]）。